# Cathorops higuchii
Cathorops higuchii is een straalvinnige vissensoort uit de familie van christusvissen (Ariidae). De wetenschappelijke naam van de soort is voor het eerst geldig gepubliceerd in 2008 door Marceniuk & Betancur-R..